# Grammy Award du meilleur livre audio pour enfants
Le Grammy Award du meilleur livre audio pour enfants, ou Grammy Award for Best Spoken Word Album for Children en anglais, est un prix décerné dans le cadre des Grammy Awards, une cérémonie, organisée chaque année depuis 1958, honorant les meilleurs artistes dans le domaine de la musique aux États-Unis. Ce prix, décerné de 1994 à 2011, récompense le livre audio pour enfants jugé le meilleur, et peut être attribué tant aux interprètes et producteurs d'une œuvre qu'à ses ingénieurs du son et arrangeurs. Le prix a été fusionné, depuis 2011, avec le Grammy Award du meilleur album musical pour enfants pour former le Grammy Award du meilleur album pour enfants.
La première édition de ce prix a été décernée en 1994 à Audrey Hepburn et les producteurs Deborah Raffin et Michael Viner, pour le livre audio pour enfants Audrey Hepburn's Enchanted Tales. La dernière édition, qui a eu lieu en 2011, a récompensé les interprètes, producteurs, ingénieurs du son et arrangeurs ayant contribué à l'album musical pour enfants Julie Andrews' Collection of Poems, Songs, and Lullabies.
L'auteur-compositeur-interprète américain Tom Chapin et le producteur David Rapkin sont les artistes les plus récompensés dans cette catégorie, avec un total de trois Grammy Awards chacun. Les artistes Bill Harley et Jim Dale, le producteur Arnold Cardillo et les ingénieurs du son David Correia and Rory Young l'ont quant à eux reçu à deux reprises. L'ancien président des États-Unis Bill Clinton et l'ancien président de l'URSS Mikhaïl Gorbatchev ont également reçu le prix, pour leur performance, aux côtés de Sophia Loren, dans l'album Wolf Tracks and Peter and the Wolf, version du conte musical pour enfants Pierre et le Loup.
| Date | Performing artist(s)                                | Personnel                                                                                                | périodique                                                            | Nominees | Ref.   |
| ---- | --------------------------------------------------- | --- | --------------------------------------------------------------------- | --- | ------ |
| 1994 | Audrey Hepburn                                      | Deborah Raffin and Michael Viner, producteurs                                                            | Audrey Hepburn's Enchanted Tales                                      | - John Cleese – Did I Ever Tell You How Lucky You Are? (Dr. Seuss) (Sharon Lerner producer) - Danny Glover and Dr. John – Brer Rabbit and Boss Lion (Dr. John, Ken Hoin, and Doris Wilhousky producers) - Sesame Street Muppets – The Muppet Christmas Carol Story Album (Ed Mitchell producer) - Various artists – Aladdin Sound and Story Theater (Ted Kryczko producer)                                                                                         | [ 1 ]  |
| 1995 | Various artists                                     | Robert Guillaume, narrator. Randy Thornton and Ted Kryczko, producers                                    | The Lion King Read-Along                                              | - Amy Grant – The Creation (Bela Fleck, Brian Gleeson, and Craig Rogers producers) - John Hurt – Aladdin and the Magic Lamp (Brian Gleeson, Mickey Hart, and C.W. Rogers producers) - Garrison Keillor – Johnny Appleseed (Ken Hoin and Mark O'Connor producers) - Various artists – The Magic School Bus: Fun With Sound (John Wynne producer) | [ 2 ]  |
| 1996 | Patrick Stewart                                     | Dan Broatman and Martin Sauer, producers                                                                 | Prokofiev: Peter and the Wolf                                         | - Morgan Freeman – Follow the Drinking Gourd (Taj Mahal, John McCally, and Doris Wilhousky producers) - David Holt and Bill Mooney – Why the Dog Chases the Cat: Great Animal Stories (David Holt and Bill Mooney producers) - B.B. King and Denzel Washington – John Henry (B.B. King and Doris Wilhousky producers) - Winona Ryder – The Diary of a Young Girl (Lauren Krenzel producer)                                                                         | [ 3 ]  |
| 1997 | David Holt (en)                                     | Steven Heller, David Holt, and Virginia Callaway, producers                                              | Stellaluna                                                            | - Melissa Manchester – The Wonderful O (James Thurber) (Deborah Raffin producer)* Melissa Manchester – The Wonderful O (James Thurber) (Deborah Raffin producer) - Carl Reiner – Le Prince et le Pauvre (Mark Twain) (Victoria Preminger producer) - Robin Williams – Jumanji (Chris Van Allsburg) (Susan Dudnick Boer producer) - Michael York – L'Île au trésor (Robert Louis Stevenson) (Shauna Zurbrugg producer)                                              | [ 4 ]  |
| 1998 | Charles Kuralt (en)                                 | John McElroy, producer                                                                                   | Winnie-the-Pooh                                                       | - Long John Baldry – The Original Story of Winnie-the-Pooh - Gabriel Byrne – The Star-Child and the Nightingale & the Rose - Eric Idle – The Quite Remarkable Adventures of the Owl and the Pussycat | [ 5 ]  |
| 1999 | Various artists                                     | Dan Musselman and Stefan Rudnicki, producers                                                             | The Children's Shakespeare                                            | - Miguel Ferrer – Disney's The Lion King II: Simba's Pride Read-Along (Randy Thornton producer) - June Foray – Disney's Mulan Read and Sing Along (Ted Kryczko and Randy Thornton producers) - Bill Harley – Weezie and the Moon Pies (Bill Harley producer) - Sharon Kennedy – The Patchwork Quilt and Other Stories From Around the World (Bing Broderick, Kennedy and Steve Netsky producers) - Sesame Street Muppets – Elmo's New Laugh (Ed Mitchell producer) | [ 6 ]  |
| 2000 | Modèle:Sort name, Wynton Marsalis, and Kate Winslet | David Frost and Steven Epstein, producers                                                                | Listen to the Storyteller                                             | - Sesame Street Muppets – Let's Eat! (Ed Mitchell producer) | [ 7 ]  |
| 2001 | Jim Dale                                            | David Rapkin, producer                                                                                   | Harry Potter and the Goblet of Fire                                   | - James Earl Jones – The Christmas Miracle of Jonathan Toomey - Liam Neeson – The Polar Express - Paul Newman – The Adventures of Tom Sawyer - Susan Sarandon – Dinosongs: Poems to Celebrate a T. Rex Named Sue | [ 8 ]  |
| 2002 | Tom Chapin (en)                                     | Arnold Cardillo, producer. Rory Young, audio engineer                                                    | Mama Don't Allow                                                      | - Tim Curry – A Series of Unfortunate Events — Book 1: The Bad Beginning - Stephen Fry and Vanessa Redgrave – Oscar Wilde: The Selfish Giant and the Nightingale and the Rose - Various artists – Dr. Seuss — How the Grinch Stole Christmas — CD Read-Along - Ruth Westheimer – Timeless Tales and Music of Our Time | [ 9 ]  |
| 2003 | Tom Chapin (en)                                     | Arnold Cardillo, producer. Rory Young, audio engineer                                                    | There Was an Old Lady Who Swallowed a Fly                             | - Jamie Lee Curtis – The Jamie Lee Curtis Audio Collection - John Lithgow and various artists – Ogden Nash's the Christmas That Almost Wasn't - Jerry Seinfeld – Halloween - Various artists – Monsters, Inc. DVD Read-Along | [ 10 ] |
| 2004 | Bill Clinton, Mikhail Gorbachev, and Sophia Loren   | Wilhelm Hellweg, producer. Jean-Marie Geijsen, audio engineer.                                           | Prokofiev: Peter and the Wolf/Beintus: Wolf Tracks                    | - Jim Broadbent – Winnie-the-Pooh - Jim Dale – Harry Potter and the Order of the Phoenix - Eric Idle – Charlie and the Chocolate Factory - Carl Reiner – Tell Me a Scary Story | [ 11 ] |
| 2005 | Tom Chapin (en)                                     | Arnold Cardillo, producer. Rory Young, audio engineer.                                                   | The Train They Call the City of New Orleans                           | - Elaine Stritch – The Best Halloween Ever | [ 12 ] |
| 2006 | Various artists                                     | Christopher B. Cerf and Marlo Thomas, producers. Nick Cipriano, audio engineer.                          | Marlo Thomas & Friends: Thanks & Giving All Year Long                 | - Various artists (David Rapkin producer) – A Series of Unfortunate Events: The Bad Beginning | [ 13 ] |
| 2007 | Bill Harley (en)                                    | David Correia, audio engineer                                                                            | Blah Blah Blah: Stories About Clams, Swamp Monsters, Pirates and Dogs | - Various artists – Disney's Little Einsteins Musical Missions | [ 14 ] |
| 2008 | Jim Dale                                            | Orli Moscowitz and David Rapkin, producers.                                                              | Harry Potter and the Deathly Hallows                                  | - Milbre Burch – Making the Heart Whole Again: Stories for a Wounded World - Diane Ferlatte – Wickety Whack – Brer Rabbit Is Back - Toni Morrison – Who's Got Game? The Ant Or The Grasshopper? The Lion Or the Mouse? Poppy Or the Snake? - Stanley Tucci and Meryl Streep – The One and Only Shrek | [ 15 ] |
| 2009 | Bill Harley (en)                                    | Daniel P. Dauterive, producer. Beth Anne Austein, David Correia, and Michael Marsolek, audio engineers.  | Yes to Running! Bill Harley Live                                      | - Tony Shalhoub – The Cricket in Times Square | [ 16 ] |
| 2010 | Buck Howdy (en)                                     | Buck Howdy, producer. Steve Wetherbee, audio engineer and mixer.                                         | Aaaaah! Spooky, Scary Stories & Songs                                 | - Ed Asner – Scat - Harlan Ellison – Through the Looking-Glass and What Alice Found There - David Hyde Pierce – The Phantom Tollbooth - Dean Pitchford – Captain Nobody - Various artists – Nelson Mandela's Favorite African Folktales | [ 17 ] |
| 2011 | Julie Andrews and Emma Walton Hamilton              | Michele McGonigle, producer. Cynthia Daniels, John Colucci and Tommy Harron, audio engineers and mixers. | Julie Andrews' Collection of Poems, Songs, and Lullabies              | - Selma Blair – Anne Frank: The Diary of a Young Girl: The Definitive Edition - Bill Harley – The Best Candy in the Whole World - Emma Thompson – Nanny McPhee Returns - Various artists – Healthy Food for Thought: Good Enough to Eat | [ 18 ] |